# リアガード滝

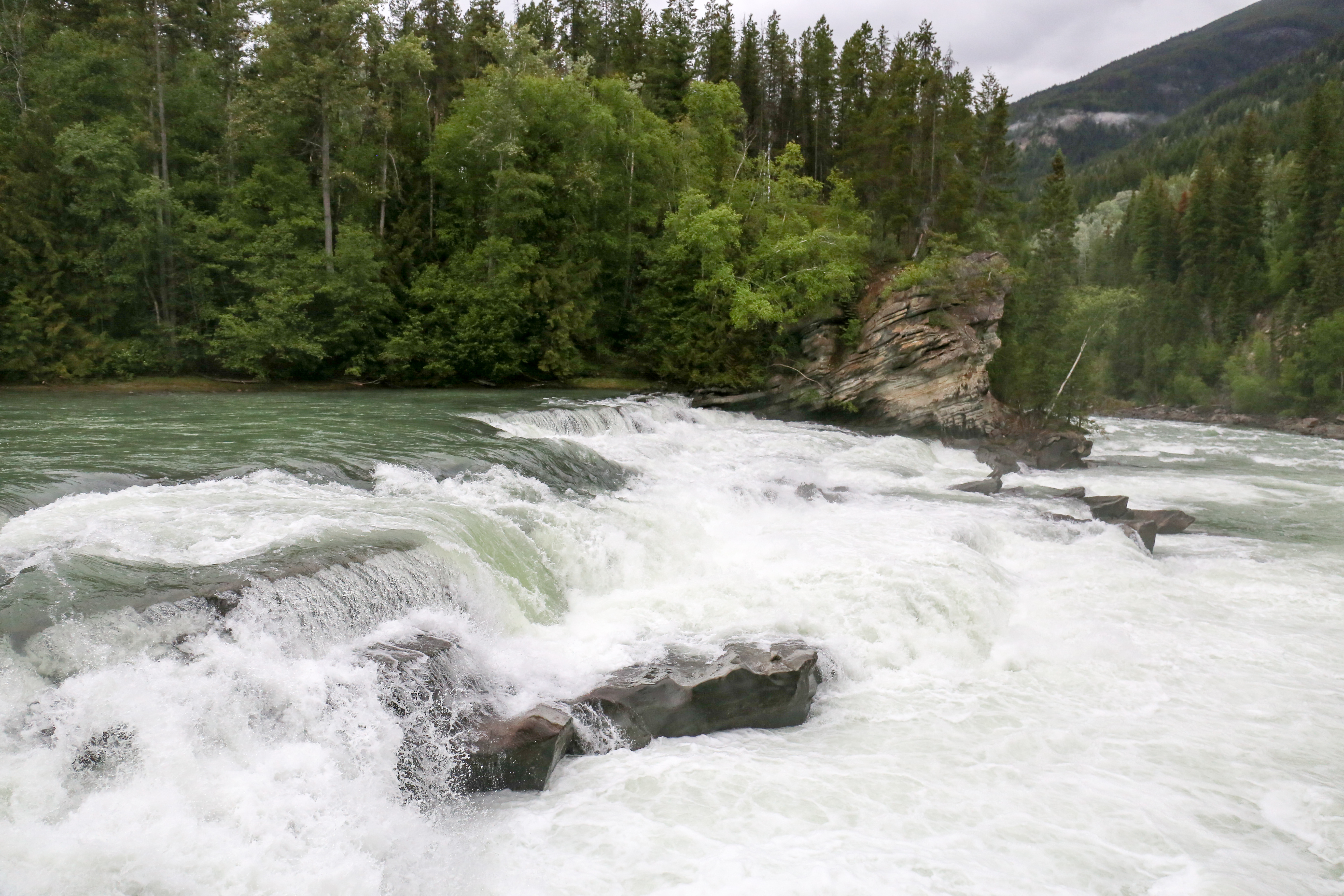

リアガード滝（英語: Rearguard Falls）とは、北アメリカ大陸北西部のカナディアンロッキーの西側を流れるフレーザー川の本流に存在する瀑布の1つである。

## 概要

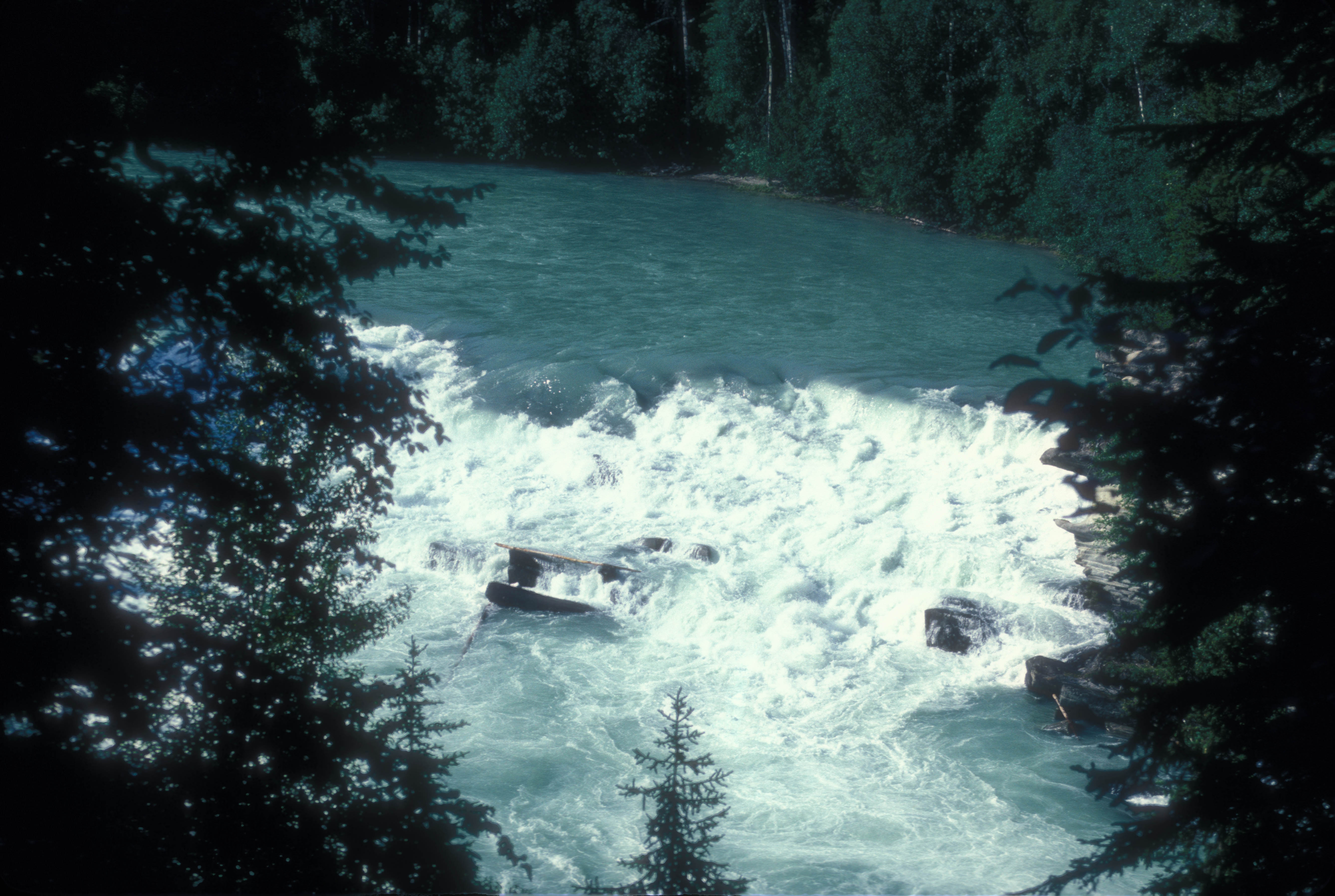
リアガード滝の様子。

リアガード滝は北緯52度58分25秒、西経119度21分50秒に位置しており、ここはカナダのブリティッシュコロンビア州に属している。なお、この滝の周辺は、同州によってリアガード滝州立公園に指定されており、自然保護地域とされている。リアガード滝の落差は約6 m、平均幅約61 m（最大幅約73 m）ほどである。ただし、この滝は多段に分かれている上に、約20 mの区間で約6 mを流れ降る形となっている。つまり、この滝の勾配は、平均すると約300パーミルに過ぎない。このため、これを単なる急流であると見なす人もいるかもしれない。なお、リアガード滝はフレーザー川の本流に存在する滝だが、この滝におけるフレーザー川の流量は平均171 (m3/秒)とされている。付近は冬季に氷点下になり得る気候であるものの、この滝は年中凍ることもなく流れ続けている。つまり、フレーザー川もこの滝の付近では冬季も凍らないことを意味する。

## 地理
フレーザー川はカナディアンロッキーから太平洋へと流れ込んでいる河川であるわけだが、この川の本流には、リアガード滝の他にも例えばオーバーランダー滝が存在する。そして、リアガード滝と比較すると、オーバーランダー滝の方が落差が大きい。ちなみに、リアガード滝とオーバーランダー滝とは直線距離で約12 kmしか離れていないものの、既述の通りリアガード滝周辺はリアガード滝州立公園に指定されているのに対して、オーバーランダー滝の周辺はロブソン山州立公園に指定されており、別な州立公園内に存在している。

## サケとリアガード滝
フレーザー川は、サケが産卵のために遡上してくる川として知られている。しかし、サケは、リアガード滝付近（フレーザー川河口から焼く1200 km強）までしか遡上して来ず、リアガード滝よりも上流側でサケは見ることができないとも言われている。しかしながら、リアガード滝は落差がわずか6 m程度である上に、多段に分かれていて、20 mの区間を流れ降っているだけ（平均すると約300パーミル）であり、サケの運動能力を考えればリアガード滝程度ならば乗り越えられるのではないか（サケの遡上を妨げるのにリアガード滝は充分な障壁たり得ない）とも言われている。ただ、いずれにしても、フレーザー川におけるサケの遡上は、この滝付近まで終わると言われている。

## リアガード滝への交通
リアガード滝の周辺はリアガード滝州立公園に指定されているわけだが、この公園のすぐ北側には、イエローヘッド高速道路の一部に当たる、ブリティッシュコロンビア州高速道路16号線が通っており、自動車などでリアガード滝州立公園までは比較的簡単に来ることができる。同公園は自然保護地域とされているものの、リアガード滝へと向かう遊歩道は整備されており、リアガード滝を見に行くことはできるようになっている。ただし、付近の植物などを保護するため、この遊歩道から外れることは許されていない。そして、イヌをはじめとするペットを連れてくる際は、常に縄を付けて、その行動をコントロールせねばならず、排泄物などの処理も行わなければならない。なお、この付近には野生のクマなども生息しているため、ペットの安全は全く保障されていない点に留意すべきである。この他、滝の周辺には足を踏み入れると危険な場所もあるため、自身の身の安全のためにも、指定されたコースから外れるべきではないとされている。